# Stavenisse
Stavenisse (51° 35′ N, 4° 01′ L) é uma cidade dos Países Baixos, na província de Zelândia. Stavenisse pertence ao município de Tholen, e está situada a 22 km, a oeste de Bergen op Zoom.
Em 2001, a cidade de Stavenisse tinha 1136 habitantes. A área urbana da cidade é de 0.26 km², e tem 445 residências.
A área de Stavenisse, que também inclui as partes periféricas da cidade, bem como a zona rural circundante, tem uma população estimada em 1630 habitantes.